# August Stålberg
Carl August Stålberg (i riksdagen kallad Stålberg i Eskilstuna), född 11 september 1852 i Eskilstuna, död 20 februari 1931, var en svensk affärsman.
Han var son till verkmästaren vid Ståhlfors, Carl Erik Ståhlberg, sonson till bordsknivssmeden Anders Ståhlberg och sonsons son till en indelt soldat i Djursta. Hos sin far bordsknivsfabrikanten och farbroderns fabrik L. F. Ståhlberg & Co bordknifsfabrik fick han sin första yrkesutbildning. Han genomgick läroverket och tekniska skolan i Eskilstuna, tjänstgjorde vid Carl Gustafs stads gevärsfaktori och anställdes 19 år gammal som verkmästare och ingenjör vid Husqvarna Vapenfabrik. Under en tio års tid avancerade han till verkstadschef och bidrog till vapenfabrikens utveckling.
År 1881 övertog han låsfabriken E.A. Næsman & Co i hemstaden Eskilstuna och grundlade stadens rykte som låstillverkningens centrum i Sverige. Denna expanderade under Stålbergs ledning och ombildades till Låsfabriksaktiebolaget. Han kallades "Kungen".
Han var ordförande i drätselkammaren, ledamot av stadsfullmäktige, tidvis även ordförande, ordförande i brandstyrelsen och slathusstyrelsen, ordförande i byggnadsnämnden samt fattigvårdsstyrelsen, spritförsälningsbolaget och lasarettkommittén. Vidare var han ordförande för AVF i Eskilstuna.
År 1890 tog han upp frågan om att bygga stadshuset. År 1897 stod den färdig på Fristadstorget.
Stålberg anlitades inte sällan för ekonomiska och kommunala uppdrag och var åren 1917-1919 ledamot av första kammaren.